# Coleophora phlomidella
Coleophora phlomidella is een vlinder uit de familie kokermotten (Coleophoridae). De wetenschappelijke naam is voor het eerst geldig gepubliceerd in 1862 door Christoph.
De soort komt voor in Europa.